# Gmina Kobyla Góra
Die Gmina Kobyla Góra ist eine Landgemeinde im Powiat Ostrzeszowski der Woiwodschaft Großpolen in Polen. Ihr Sitz ist die ehemalige Stadt und das gleichnamige Dorf (deutsch Kobylagora, seit 1908 Haideberg, 1943–1945 Heideberg, älter auch Stuttenberg).

## Gliederung
Zur Landgemeinde Kobyla Góra gehören fünfzehn Ortschaften (deutsche Namen amtlich bis 1945) mit einem Schulzenamt (sołectwo):
- Bałdowice (Baldowitz)
- Bierzów (Pirschau)
- Ignaców (Irmenfeld)
- Kobyla Góra (Heideberg)
- Kuźnica Myślniewska (Mühlengrund)
- Ligota (Breckenfeld)
- Marcinki (Märzdorf)
- Mąkoszyce (Mangschütz)
- Mostki (Heidebrück)
- Myślniew (Jägerfeld)
- Parzynów (Streuhofen)
- Pisarzowice (Schreibersdorf)
- Rybin (Rippin)
- Zmyślona Ligocka (Zwischenwald)
- Zmyślona Parzynowska

## Sehenswürdigkeiten
- Jüdischer Friedhof, 1803 errichtet
- Privater Landschaftspark im kniaziów Chowańskich herbu Pogoń Litewska, begründet 2013 durch Ritter von Schlesinger Stiftung